# Kes (Film)
Kes ist ein sozialkritisches Filmdrama aus dem Jahr 1969, das auf dem Jugendbuch Und fing sich einen Falken (englisch A Kestrel for a Knave) von Barry Hines basiert. Es ist der zweite Kinofilm des britischen Filmregisseurs Ken Loach. Der Film wurde 1999 vom British Film Institute auf Platz 7 der besten britischen Filme des 20. Jahrhunderts gewählt und gilt als Klassiker.

## Handlung
Der 15-jährige Billy Casper wächst in armen Verhältnissen in der Arbeiterstadt Barnsley im Norden Englands auf. Billys alleinerziehende Mutter ist mit der Situation überfordert, sein älterer Bruder Jud terrorisiert ihn regelmäßig. In der Schule gilt er als Außenseiter bei den Mitschülern und wird geärgert, was sein Sportlehrer toleriert und sogar noch unterstützt. Mit dem strengen Regiment der Schule kommt der Tagträumer nicht zurecht, er hat nur schlechte Noten. Billys größte Angst ist, dass er wie Jud und die meisten anderen Männer aus Barnsley irgendwann als Bergmann arbeiten muss, ein öder und schlecht bezahlter Beruf. Sein trostloses Leben verändert sich, als er einen kleinen Falken findet und ihn aufzieht. Täglich verbringt er mehrere Stunden mit ihm und findet einen Freund in dem Greifvogel. Billys Umfeld interessiert sich allerdings nicht weiter für den Falken.
Der freundliche Englischlehrer Mr. Farthing wird auf Billy aufmerksam, nachdem dieser, durch ihn ermutigt, in der Klasse einen Vortrag über die Aufzucht von „Kes“ gehalten hat. Farthing ist auch der einzige, der Kes mit Respekt und nicht als ein „Spielzeug“ von Billy betrachtet. Eines Tages wird Billy von seinem terrorisierenden Bruder zur Pferdewette geschickt. Billy jedoch kauft sich von dem Geld etwas zu essen für sich und seinen Falken, wodurch er seinen Bruder um einen hohen Wettgewinn bringt. Dieser tötet daraufhin Kes. Zuletzt holt der wütende Billy den Falken aus der Mülltonne und verschafft ihm ein ordentliches Grab.

## Hintergrund
Kes basiert auf dem Roman A Kestrel for a Knave (1968) des in Barnsley beheimateten Autoren Barry Hines. Kurz nach der Veröffentlichung interessierte sich Disney für eine Verfilmung des Buches, jedoch unter der Voraussetzung, dass der Falke am Ende leben würde – woraufhin Hines das Disney-Angebot ablehnte, da dies seiner Meinung nach die Integrität seines Buches zerstört hätte. Schließlich bekam der junge Regisseur Ken Loach die Filmrechte, für den es erst sein zweiter Kinofilm wurde. Das Budget des Filmes war mit 157.000 Pfund relativ gering. Loach arbeitete zusammen mit dem Buchautor Hines und dem Produzenten Tony Garnett das Drehbuch aus. Ken Loach drehte später noch drei weitere Filme, die ebenfalls auf den Werken von Hines basieren.

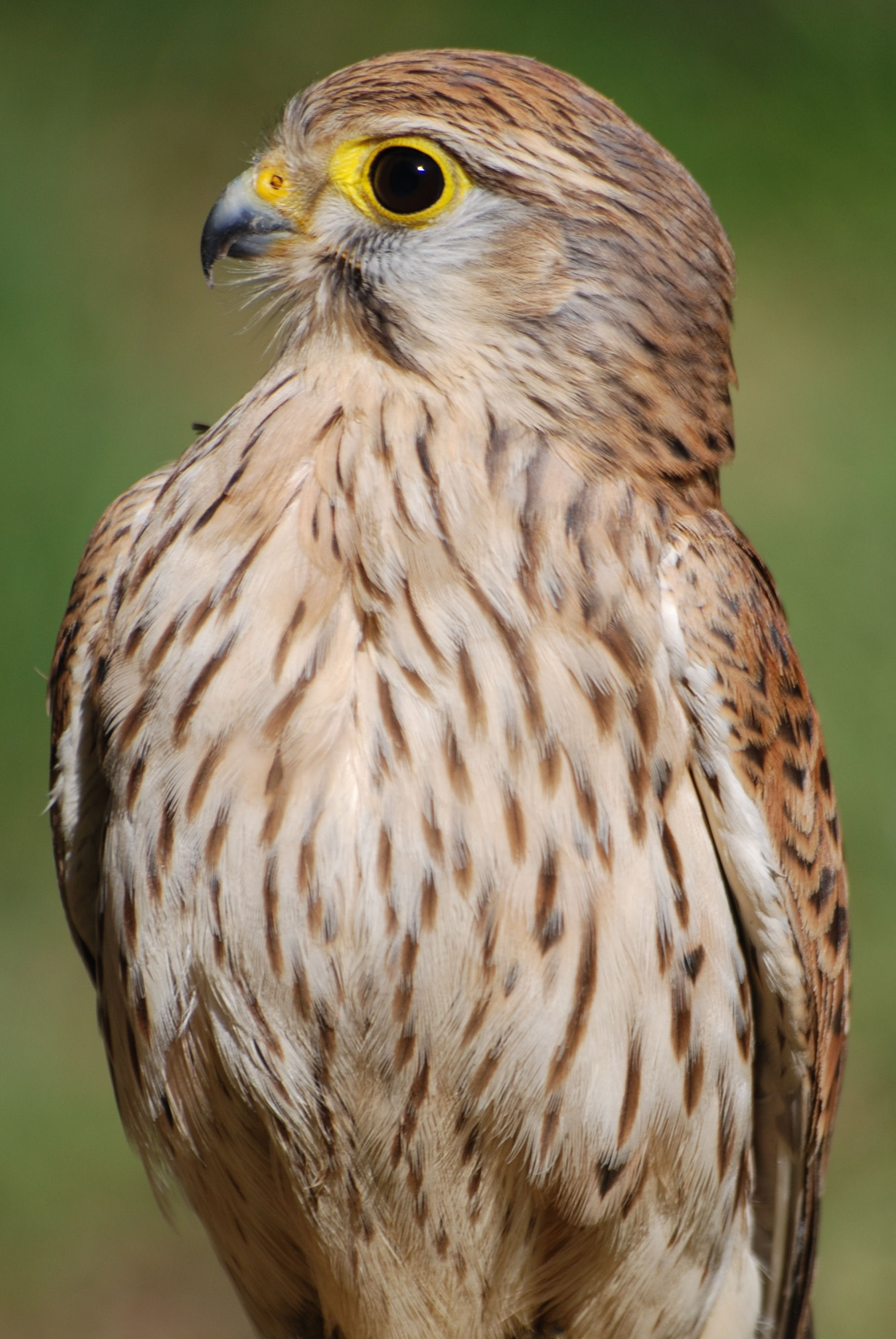
Ein Turmfalke

Ken Loach – als bekennender Sozialist damals umstritten, bis heute dreht er vor allem Sozialdramen – zeichnet ein düsteres Bild der sozialen Verhältnisse in den Arbeitervierteln Nordenglands. Arbeits- und Hoffnungslosigkeit prägen die Gesellschaft dieser Zeit. Kes hat einen sehr dokumentarischen Charakter, der etwa auch dadurch entsteht, dass alle Rollen (außer Colin Welland als Mr. Farthing) mit Laienschauspielern besetzt sind, die mit dem regionalen Yorkshire-Dialekt sprechen. Der Schulleiter im Film, Bob Bowes, war zum Beispiel tatsächlich Schulleiter einer nahegelegenen Schule. Durch den Erfolg von Kes konnten einige der Laienschauspieler anschließend langjährige Schauspielkarrieren einschlagen. Der Film wurde während des Sommers 1968 ebenfalls ausschließlich in der Region Yorkshire gedreht, wo auch die Filmhandlung angesiedelt ist. Wegen seiner authentischen Inszenierung kam der Film auch beim Publikum in der betroffenen Region gut an.
Hauptdarsteller David Bradley, aus einer Arbeiterfamilie kommend, gewann die Hauptrolle bei einem Casting von Hunderten Schülern seiner Region, obwohl er zuvor nie geschauspielert hatte. Während des Drehs verbrachte Bradley viel Zeit mit den zwei Turmfalken, die für den Film verwendet wurden, und gewann diese lieb. Beim Dreh der Schlussszenen erzählte Loach ihm, dass sie einen der Falken hätten töten müssen, da kein Falke gefunden worden sei, der eines natürlichen Todes gestorben wäre. Bradley weinte daraufhin im Glauben, dass einer der Falken tot wäre – diese lebten aber beide noch und Loach hatte Bradley nicht die Wahrheit gesagt, um eine möglichst natürliche Emotion von ihm zu bekommen.

## Veröffentlichung und deutsche Fassung
| Figur               | Darsteller       | Deutscher Sprecher |
| ------------------- | ---------------- | ------------------ |
| Billy Casper        | David Bradley    | Stefan Schwade     |
| Mrs. Casper         | Lynne Perrie     | Eva-Maria Lahl     |
| Jud Caspar          | Freddie Fletcher | Tommi Piper        |
| Lehrer Mr. Farthing | Colin Welland    | Joachim Hansen     |
| Lehrer Mr. Sudgen   | Brian Glover     | Thomas Braut       |
| Schüler McDowell    | Robert Naylor    | Sascha Hehn        |

Kes erlebte seine erste Aufführung im November 1969 auf einem Londoner Filmfestival, seine landesweite Kinopremiere hatte der Film aber erst am 3. April 1970. In Großbritannien wurde der Film beim Publikum ein Hit und erhielt positive Kritiken, woraufhin er in zahlreichen europäischen Ländern ebenfalls ins Kino kam. In den USA wurde der Film hingegen ein Flop, wofür Roger Ebert die schwer verständlichen Yorkshire-Akzente der Hauptdarsteller verantwortlich machte. In Deutschland kam der Film nie in die Kinos, er feierte stattdessen seine Premiere am 5. März 1972 in einer Fernsehausstrahlung der ARD. Die deutsche Synchronfassung entstand 1971 im Auftrag der ARD.

## Rezeption
Bis heute erhält der Film eigentlich ausschließlich positive Kritiken. So erfasst der US-amerikanische Aggregator Rotten Tomatoes ausschließlich wohlwollende Besprechungen und ordnet den Film dementsprechend als „Zertifiziert Frisch“ ein. Der Film besitzt dort eine außergewöhnlich hohe Durchschnittswertung mit 4,3 von 5 möglichen Punkten.

„Psychologisch einfühlsamer und atmosphärisch dichter sozialkritischer Film, der menschliche Selbstsucht und Stumpfheit anklagt.“

„Regisseur Ken Loach gilt als einer der wichtigsten Mitbegründer des so genannten britischen Arbeiterfilms, der in den Sechziger- und Siebzigerjahren seinen Siegeszug in den Kinos antrat. Wie auch in seinen späteren Filmen ist Loach ein unsentimentaler Parteigänger für die Belange der Arbeiter, deren Milieu er genau und realistisch zeichnet, wofür ‚Kes‘ ein prägnantes Beispiel ist. Der Einsatz von Laiendarstellern verleiht auch dieser frühen Regiearbeit von Loach ihre Glaubhaftigkeit und zornige Vitalität.“

„Ken Loach sozialrealistische Tragödie von 1969 sieht leuchtender, leidenschaftlicher aus als je zuvor; ein reicher Film aus Fleisch und Blut. Vielleicht ist es nach 42 Jahren an der Zeit, den Status des Co-Autoren Barry Hines zu restaurieren, der seinen eigenen Roman für den Film adaptiert hat und Loach eine so großartige Geschichte gab, mit der er arbeiten konnte. Der Laie David Bradley spielt Billy Caspar, den Jungen mit dem unvergesslich erschöpften, schlauen, hungrigen Gesicht […] Die Szene, in welcher Colin Wellands freundlicher Lehrer ihn dazu ermutigt, über den Falken zu reden, ist immer noch stark. Das knisternde Gespräch zwischen Lynne Perrie und Freddie Flechter als Billys Mutter und Billys Bruder ist genauso witzig wie herzzerbrechend. […] Kes war eine Vorahnung zu Billy Elliot, aber mit einem düstereren Weltblick. Ein Meisterwerk.“

„Kes zeitlos zu nennen ist, selbst als Form des Lobes gemeint, nicht wirklich richtig. Es ist ein Film, der in eine sehr spezifische Ära und in einen sehr spezifischen Ort eintaucht. Heute gesehen, weint es immer noch sein authentisches Lied von Wut. Es schneidet immer noch wie ein Messer. Die Bergwerke waren vielleicht harsch und gefährlich, aber sie boten immerhin auch Einkommen, Vermögen, die Grundlage eines Lebens. Nun sind sie verschwunden. Aber was hat sie ersetzt? […] In Kes ist der Widerstand [gegen die Nachteile des Kapitalismus] auf vielen Wegen ausgedrückt: In der Lyrik von Chris Menges’ Kamerabildern und John Camerons wunderschöner Filmmusik. […] Aber, am meisten, ist er in Billy selbst […], am wichtigsten ist, dass er sich immer noch verletzt fühlen kann. Billy ist so romantisch wie Truffauts Antoine Doinel und ein so bleibender und lebhafter Außenseiter Nordenglands wie Mark E. Smith, Morrissey oder Jarvis Cocker.“

„Aber Kes ist Loach an seinem Höhepunkt. Er drehte es mit wenig Budget an Ort und Stelle, er verwendete hauptsächlich örtliche Laienschauspieler für die Hauptrollen. Der Film hat eine herzzerbrechende Humanität.“

## Auszeichnungen
Der Film gewann 1970 das Internationale Filmfestival von Karlovy Vary. 1971 wurden die Schauspieler Colin Welland und David Bradley für ihre darstellerischen Leistungen mit dem Britischen Filmpreis ausgezeichnet; der Film erhielt zudem eine Nominierung für den United Nations Award. Das British Film Institute wählte Kes im Jahr 1999 auf Platz 7 der besten britischen Filme aller Zeiten.